# Makó vasútállomás
Makó vasútállomás egy Csongrád-Csanád vármegyei vasútállomás, Makó településen, a MÁV üzemeltetésében. Közúti elérését a 43-as főútból a városközpont délnyugati részén délnek kiágazó 43 308-as út biztosítja.

## Vasútvonalak
Az állomást az alábbi vasútvonalak érintik:
- Kétegyháza–Újszeged-vasútvonal

## Kapcsolódó állomások
A vasútállomáshoz az alábbi állomások vannak a legközelebb:
- Kiszombor megálló megállóhely (Kétegyháza–Újszeged-vasútvonal)
- Apátfalva vasútállomás (Kétegyháza–Újszeged-vasútvonal)
- Makó-Újvásártér megállóhely (Tiszatenyő–Hódmezővásárhely–Makó-vasútvonal)

## Forgalom
| Járat        | Útvonal | Gyakoriság |
| ------------ | --- | ---------- |
| személyvonat | Békéscsaba – Kétegyháza – Bánkút – Medgyesegyháza – Magyarbánhegyes – Mezőkovácsháza felső – Mezőkovácsháza – Végegyháza – Végegyháza alsó – Belsőkamaráspuszta – Mezőhegyes – Csanádpalota – Nagylaki Kendergyár – Nagylak – Magyarcsanád – Apátfalva – Makó – Kiszombor megálló – Kiszombor – Deszk – Szőreg – Újszeged | Napi 2 pár |